# Parlamentsvalet i Indien 1977
Parlamentsvalet i Indien 1977 var ett allmänt val i Indien 1977 för att utse den sjätte Lok Sabhan, landets direktvalda underhus. Lok Sabha hade då 545 ledamöter. Valdeltagandet var 60,49%

## Mandatfördelning
Först listas partier erkända som National Parties, sedan partier erkända som State Parties och sist icke erkända partier som vunnit mandat. Icke erkända partier som inte vunnit något mandat listas inte.
| Parti                                                   | Förkortning | Andel röster | Mandat |
| ------------------------------------------------------- | ----------- | ------------ | ------ |
| Janata Party                                            | JNP         | 41,32        | 295    |
| Communist Party of India                                | CPI         | 2,82         | 7      |
| Communist Party of India (Marxist)                      | CPI(M)      | 4,29         | 22     |
| Indian National Congress (Indira)                       | INC(I)      | 34,52        | 154    |
| Indian National Congress (Organization)                 | INC(O)      | 5,28         | 13     |
| All India Anna Dravida Munnetra Kazhagam                | AIADMK      | 2,9          | 18     |
| All India Forward Bloc                                  | AIFB        | 0,34         | 2      |
| Dravida Munnetra Kazhagam                               | DMK         | 1,76         | 2      |
| Indian Union Muslim League                              | IUML        | 0,3          | 2      |
| Jammu & Kashmir National Conference                     | NC          | 0,26         | 2      |
| Kerala Congress                                         | KC          | 0,18         | 1      |
| Maharashtrawadi Gomantak Party                          | MGP         | 0,06         | 1      |
| Manipur Peoples Party                                   | MPP         | 0,06         | 0      |
| Muslim League (Opposition)                              | ML(O)       | 0,17         | 0      |
| Peasants and Workers Party of India                     | PWPI        | 0,55         | 5      |
| Revolutionary Socialist Party                           | RSP         | 0,45         | 4      |
| Shiromani Akali Dal                                     | SAD         | 1,26         | 9      |
| United Democratic Front                                 | UDF         | 0,07         | 1      |
| Vishal Haryana                                          | VH          | 0,1          | 1      |
| Jharkhand Party                                         | JP          | 0,07         | 1      |
| Republican Party of India (Khobragade)                  | RPI(K)      | 0,51         | 2      |
| Oberoende                                               | -           | 5,5          | 9      |
| Utsedda av presidenten för den angloindiska minoriteten | -           | -            | 2      |